# Mendavia
Mendavia (em castelhano) ou Mendabia (em basco) é um município da Espanha na província e comunidade foral (autónoma) de Navarra. Tem 78,33 km² de área e em 2021 tinha 3 505 habitantes (densidade: 44,7 hab./km²).

## Demografia
| Variação demográfica do município entre 1991 e 2004 | Variação demográfica do município entre 1991 e 2004 | Variação demográfica do município entre 1991 e 2004 | Variação demográfica do município entre 1991 e 2004 |
| --------------------------------------------------- | --------------------------------------------------- | --------------------------------------------------- | --------------------------------------------------- |
| 1991                                                | 1996                                                | 2001                                                | 2004                                                |
| 3568                                                | 3521                                                | 3694                                                | 3722                                                |